# Nerthus
Nerthus, in italiano Nerto, è una divinità femminile del paganesimo germanico associata con la fertilità. Venne citata da Tacito, storico romano del I secolo, nella sua opera De origine et situ Germanorum. Esistono varie teorie riguardo alla sua divinità, e potenziali tracce del suo culto tra le tribù germaniche.

## Etimologia

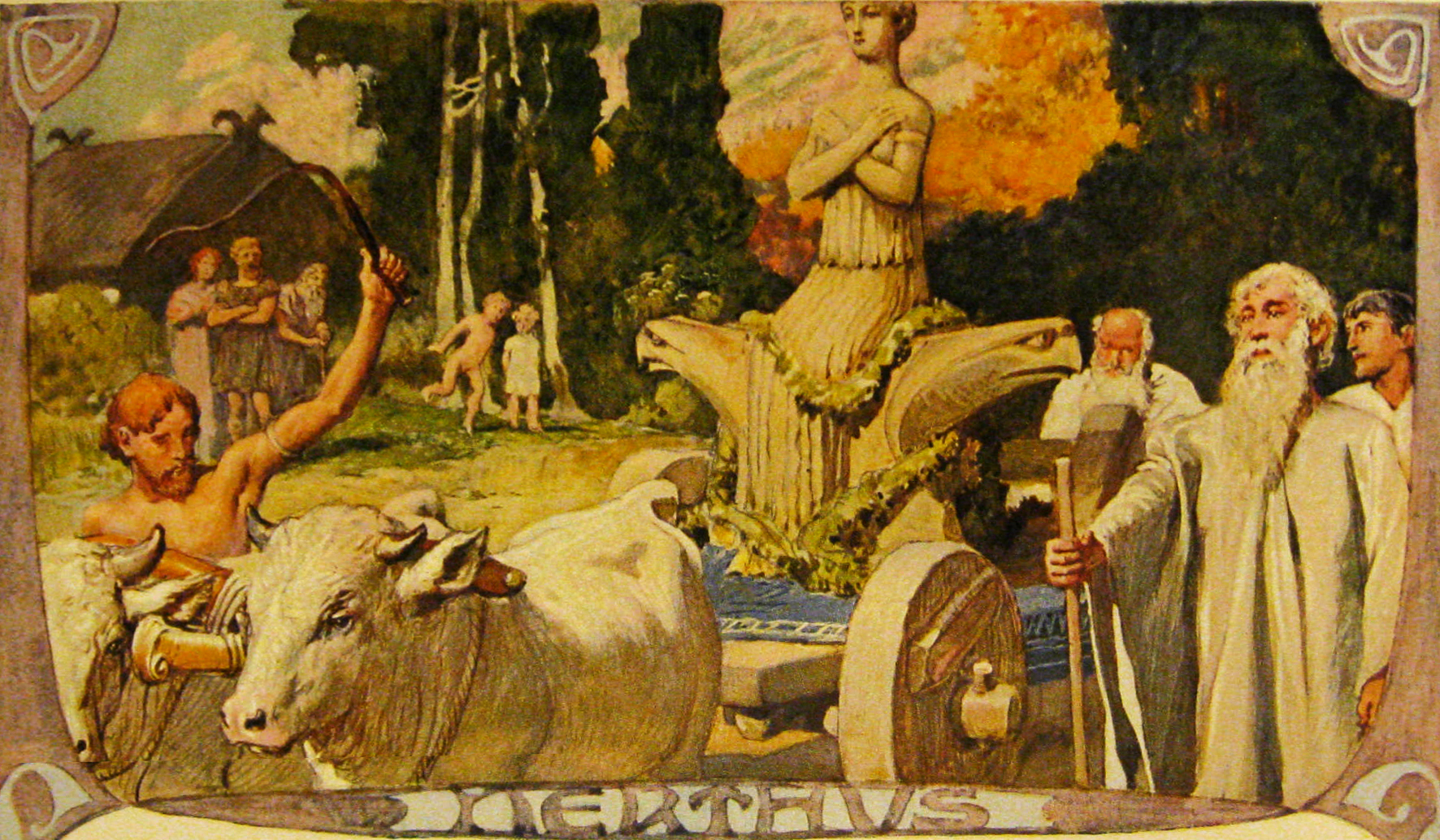
In un quadro di Emil Doepler

Nerthus viene spesso identificata con la divinità maschile Vanir Njörðr, citata in varie opere del XIII secolo in norreno, ed in molti toponimi scandinavi. La connessione tra i due è dovuta alla relazione tra il termine Njörðr e la versione ricostruita *Nerþus. "Nerthus" è la forma femminile latinizzata di quello che era Njörðr attorno all'anno zero. Ciò ha portato allo sviluppo di varie teorie circa una relazione tra i due, inclusa quella secondo cui Njörðr possa essere stato un dio ermafrodita o, opinione maggiormente considerata, che i loro nomi indicassero una coppia di divinità fratello/sorella, come gli dei Vanir Freyr e Freyja. Sono state avanzate ipotesi di collegamento anche tra la madre di Freyja e Freyr (senza nome), la sorella di Njörðr citata nel Lokasenna, e Nerthus. Ciò con riferimento al fatto che tra le divinità della stirpe dei Vanir era ampiamente accettato, nella prassi matrimoniale e famigliare, sposare la propria sorella, prima dell’arrivo degli Æsir. Evidente è anche la connessione etimologica con i termini inglese Earth e tedesco Erde, per indicare la Terra.
Da Nerthus deriva il moderno nome tedesco Hertha (con cambio della consonante iniziale per via di un errore di lettura).

## Germania
Tacito, nell'opera del I secolo intitolata Germania, racconta un rito religioso dedicato a Nerthus dai popoli germanici settentrionali:
Su un'isola nell'oceano si trova un bosco sacro in cui si trova un santo carro coperto da un drappo. Solo a un sacerdote è permesso di toccarlo. Egli è in grado di sentire la presenza della dea quando si trova nel santuario, e la accompagna con grande riverenza mentre si muove sul carro trainato da tori.
Si festeggia ovunque quando decide di fare l'onore di presentarsi. Nessuno va in guerra, nessuno usa armi, si vive in pace e quiete finché la dea, avendone avuto abbastanza della compagnia degli uomini, viene infine riaccompagnata dallo stesso sacerdote presso il suo tempio. Dopodiché il carro, il drappo e, se mi credete, la divinità stessa fanno il bagno in una misteriosa vasca.
Questo rito viene svolto da schiavi che, appena finito il compito, vengono affogati nel lago. In questo modo il mistero viene mantenuto, e rimane la beata ignoranza riguardo al suo aspetto, concesso solo a chi è destinato a morire.»
(Tacito, De origine et situ Germanorum, capitolo 40)

## Teorie generali
Sono state avanzate numerose teorie riguardo alla figura di Nerthus, compresa la localizzazione degli eventi descritti, relazioni con altri dei e dee conosciuti ed il suo ruolo nelle tribù germaniche. Edgar Polomé sostenne che Njörðr e Nerthus derivino da radici differenti, e che "Nerthus e Njörðr sono due entità divine separate, nonostante la somiglianza del nome". Lotte Motz avanzò l'ipotesi che la dea germanica descritta da Tacito potrebbe non essere stata affatto chiamata Nerthus, sostenendo la sua idea con il fatto che Grimm scelse il nome Nerthus pescando da altri manoscritti avendone notato l'assonanza con Njörðr. John Grigsby (2005) teorizzò che la sostituzione della religione Vanir con quella degli Æsir viene raccontata nel poema in antico inglese Beowulf, in cui la Madre di Grendel deriva da Nerthus, abitante del lago, e la vittoria di Beowulf su di lei simboleggia la fine del culto Vanir in Danimarca, sostituito dal culto di Odino.

### Ultime tracce
È stato teorizzato che il culto di una divinità madre, rappresentata dalla terra, sia sopravvissuto tra gli Angli (gli Anglii di Tacito) in tempi cristiani come dimostrato dal dio anglosassone Æcerbot. Le antiche storie dei Longobardi dicono che questo popolo adorava la moglie di Godam, Frea, considerandola la Madre Terra.

### Luoghi
Molti studiosi hanno proposto probabili luoghi in cui si sarebbero svolti gli eventi descritti da Tacito, tra cui l'isola di Zelanda in Danimarca. Il motivo che sta dietro a questa ipotesi è il collegamento del nome Nerthus con il luogo medievale di Niartharum (ora noto come Naerum) situato sull'isola. Un ulteriore giustificazione è data dal fatto che Lejre, sede degli antichi re di Danimarca, si trova anch'essa su Zelanda. Nerthus è normalmente messa in relazione con Gefjun, che si dice abbia separato Zelanda dalla Svezia nel Gylfaginning.

### Identità
Jacob Grimm (1835) fu il primo ad identificare Nerthus come la Madre Terra germanica che viene chiamata con il nome di Erda, Erce, Fru Gaue, Fjörgyn, Frau Holda e Hluodana. Viktor Rydberg (1886) disse che si trattava dell'antica dea norrena Jǫrð, che lui riconobbe nella sorella senza nome di Njörð e nella madre di Frey e Freyja. In seguito la riconobbe come Frigg, moglie di Odino, basandosi sul fatto che Tacito incluse i Longobardi tra le tribù che l'adoravano, e sulle testimonianze delle prime storie sui Longobardi secondo cui, prima di diventare cristiani, i Longobardi veneravano Frigg, moglie di Odino.
In generale Nerthus viene classificata come dea Vanir. Il suo viaggio sul carro è stato confermato dal ritrovamento archeologico di numerosi carri, e dalle leggende di divinità che si muovono su carri. Terry Gunnell ed altri studiosi hanno rinvenuto durante gli scavi numerosi carri in Danimarca, databili tra il 200 d.C. e l'età del bronzo. Alcuni carri cerimoniali, incapaci di muoversi, vennero scoperti sulla nave di Oseberg. Due dei più famosi esempi letterari si trovano nelle saghe islandesi. Si dice che il dio Vanir Freyr viaggiasse ogni anno su un carro attraverso lo stato accompagnato da una sacerdotessa che benediceva i campi, il tutto descritto in un'antica storia intitolata Hauks þáttr hábrókar, presente nel manoscritto del XIV secolo Flateyjarbók. Nella stessa opera si narra che re Eric di Svezia consultò un dio chiamato Lýtir, il cui carro venne portato nel tempio per un rito religioso. H.R. Davidson tracciò un parallelo tra questi episodi e la descrizione di Nerthus fatta da Tacito. Disse anche che i resti archeologici dimostravano che i riti descritti da Tacito continuarono ad esistere fino al termine del periodo pagano, mediante il culto dei Vanir.

## Dediche
L'asteroide 601 Nerthus ha preso il nome da questa divinità.